# Leoncio Mas y Zaldúa
Leoncio Mas y Zaldúa (Avilés, 1853 - Madrid, 1910) fue un escritor y militar español.

## Biografía
En 1866 ingresó en la Academia de Artillería de Segovia. En 1871 accedió a teniente de artillería, siendo destinado a Pamplona y en 1872 a capitán. Interviene en la tercera guerra carlista, combatiendo con los liberales. Le fue encargada la redacción de la memoria del asedio de Cartagena durante la Revolución cantonal, tras el cual fue condecorado con varias cruces rojas y ascendido a teniente coronel. Fue profesor en la Escuela Superior de Guerra. Fue articulista en prensa y en la revista Memorial de Artillería, que dirigió. Fue autor de múltiples memorias e informes de artillería. Realizó el reglamento para el servicio de artillería en campaña. En Italia y Francia estudió el organigrama del Estado Mayor de sus ejércitos.

## Obras
- La artillería en campaña (1880)
- Lecciones sobre el servicio y empleo táctico de la artillería de campaña (1882), por la que fue ascendido a coronel
- Lecciones sobre el servicio de la artillería en los servicios de plazas (ataque y defensa) (1888 y 1906)
- Lecciones de química e industria militar (1895)
- Elementos de siderurgia (1905)

## Condecoraciones
- Medalla al Mérito Militar
- Legión de Honor
- Gran cruz de la Orden de San Hermenegildo
- Gran cruz de la Orden de Isabel la Católica
- Gran Cruz de Cristo